# Период
Вижте пояснителната страница за други значения на Период.
Периодът е времето за извършване на един пълен цикъл при периодичните явления. Може да се каже също, че периодът е интервалът от време, след изтичането на който дадено събитие започва да се повтаря. В системата SI периодът се означава с T и се измерва в секунди (s).
Периодът е обратно пропорционален на честотата f и се изразява чрез формулата:
{\displaystyle T={1 \over {f}}}
При въртеливи движения:
{\displaystyle T={2\pi  \over {\omega }}}
където ω е ъгловата скорост на въртене:
{\displaystyle \omega =2\pi \cdot f={\frac {2\pi }{T}}}
Физическият смисъл на понятието не трябва да се бърка с често използваното му в разговорния език значение на „някакъв интервал от време“.